# محمدعلی صفاری
سرتیپ محمدعلی خان صفاری (۱۲۸۰ – ۱۰ خرداد ۱۳۶۷) نظامی، شهردار تهران، رئیس شهربانی، استاندار، سناتور نماینده مجلس شورا ملی بود.
او رئیس شهربانی کل کشور (۱۳۲۶–۱۳۲۵ و ۱۳۲۸–۱۳۲۷) شهردار تهران (بار اول از ۱۳۳۲ تا ۱۳۳۳ و بار دوم ۱۳۴۶)، استاندار آذربایجان شرقی (۱۳۴۳)، خراسان و مازندران، سناتور انتخابی گیلان در دوره ۶ و ۷ مجلس سنا (۱۳۵۷–۱۳۴۷)، نماینده لاهیجان در مجلس شورای ملی ادوار ۱۸ و ۱۹ و ۲۰ (۱۳۳۳–۱۳۴۰) و رئیس دانشگاه تبریز بود.

## زندگی‌نامه

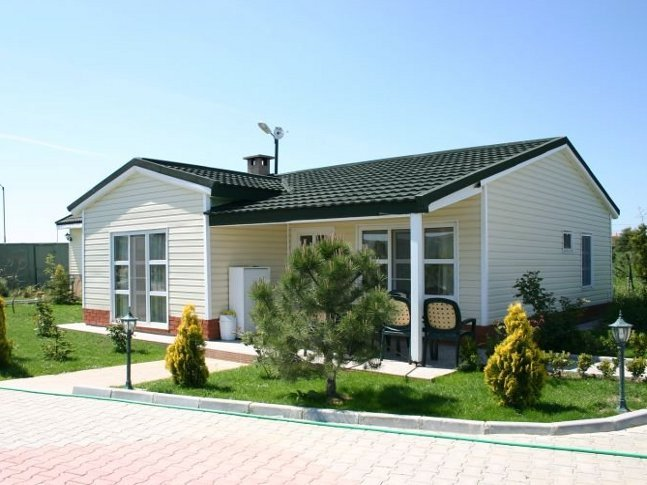
ویلای صفاری در تبریز

او فرزند میرزا محمدحسین خان منظم‌السلطنه فرزند محمدعلی‌خان امین دیوان و از خانواده‌ای است که نسب خود را به یعقوب لیث صفار می‌رسانند. او در سال ۱۲۸۰ یا ۱۲۷۷ خورشیدی در لاهیجان متولد شد احمد و کاظم صفاری برادران او بودند. صفاری تحصیلات نظامی را در روسیه تزاری و سپس فرانسه به انجام رساند و پس از بازگشت به ایران وارد خدمت نظام شد و به تدریج مدارج ترقی را طی کرد.
بعد از کودتای ۱۲۹۹ که کریم آقاخان بوذرجمهری رئیس بلدیه تهران بود، نایب اول محمد علی صفاری معاونت او را بر عهده داشت و در این سمت نقش مهمی در توسعه شهر تهران و تعریض خیابان‌ها و ایجاد پارک‌ها و میادین ایفا کرد.
او در سال ۱۳۱۱ با درجه سلطانی، به فرماندهی نیروی دریایی رسید و در واقع مأمور تأسیس نیروی دریایی شد. سپس با انتقال به اداره املاک رضاشاه مدتی در صفحات شمال به توسعه املاک رضاشاه و آبادانی آنها مشغول شد. در سال ۱۳۱۸ فرماندار کل گرگان شد و به توسعه این شهر پرداخت و در همین سمت درجه سرهنگی گرفت.
در سال ۱۳۲۰ بعد از رفتن رضاشاه به تهران منتقل شد و مدیرکل انتظامات وزارت کشور شد. یک سال بعد و پس از رسیدن قوام السلطنه به نخست‌وزیری، او به دلیل دوستی با پدر صفاری وی را به ریاست اداره کل نان تهران منصوب کرد. در آن زمان نان در تهران و سایر شهرها جیره‌بندی بود و کوپنی بود. صفاری تا حدی موفق شد وضع نان را در تهران سامان دهی و از مرگ مردم در اثر گرسنگی جلوگیری کند. در سال ۱۳۲۲ به مدیر کلی غله کشور منصوب شد. در سال ۱۳۲۵ پس از رسیدن قوام السلطنه به نخست‌وزیری برای چهارمین بار وی صفاری را به ریاست شهربانی گمارد و برای او درجه سرپاسی گرفت.
او در سال ۱۳۲۱ در حالی که سرگرد ارتش بود به اتهام هواداری از آلمانی‌ها توسط متفقین بازداشت شد ولی چندی بعد آزاد گردید.
در پانزدهم بهمن ۱۳۲۷ که شاه در جلوی آمفی تئاتر دانشکده حقوق با اصابت چند گلوله ترور شد، صفاری رئیس شهربانی بود و به ضارب تیراندازی کرد و او را کشت. او یک بار دیگر رئیس شهربانی شد و سپس به استانداری مازندران منصوب شد. مدتی شهردار تهران شد.
او در ادوار هیجدهم، نوزدهم و بیستم وکیل لاهیجان در مجلس شورای ملی بود. پس از انحلال مجلس بیستم، به استانداری خوزستان برگزیده شد و چندی بعد به استانداری آذربایجان منصوب شد و بعد مجدداً شهردار تهران گردید.
او مجموعاً دو بار رئیس شهربانی، دو بار شهردار تهران، سه دوره نماینده مجلس، سه بار استاندار، و سه دوره سناتور بوده است.
او به مدت ۶۰ سال در مصدر امور بود و همهٔ دولت‌ها از او استفاده کردند.
به نوشته باقر عاقلی «وی مردی شوخ و محافظه کار، پرحرف و سالم بود. احدی به او نسبت دزدی نداد و در کارها سرسختی و مبارزه نشان نمی‌داد. در هیچ‌یک از مشاغل خود منشأ اثری نشد.»
صفاری به زبانهای فرانسه و روسی مسلط بود. وی به کشورهای شوروی، ایتالیا، فرانسه، بلژیک، یوگسلاوی، هلند، چین ملی، هنگ کنگ، سیام، ویتنام جنوبی، عراق، سوریه، لبنان، اردن، حجاز، اطریش، سوئیس و انگلستان سفر کرد.
سناتور صفاری پس از انقلاب اسلامی ۱۳۵۷ برای مدتی کشور را ترک کرد ولی مجدداً به ایران بازگشت و عاقبت در سال ۱۳۶۷ در سن ۸۷ سالگی در تهران بدرود حیات گفت. بیژن صفاری فرزند اوست.

## آثار
صفاری مردی اهل مطالعه بود و در جوانی رمانی تاریخی به نام «خان گیلان» نوشت که موضوع آن زندگی خان احمدخان گیلانی (حکمران گیلان در عهد صفویه) بود و در سال ۱۳۱۱ آن را در تهران منتشر نمود. او برادر احمد صفاری (سالار مؤید) بود.
محله‌ای مشهور در میدان جهاد تبریز به نام او وجود دارد که کلاً خانه‌های ویلایی هستند و در زمان استانداری وی بر آذربایجان خاوری در باغی با درختان انبوه احداث شده‌اند. این ویلاها با کمک تنها فرزند وی بیژن صفاری طراحی شده‌اند و زمانی به دلیل ادعای قضات دادگستری تبریز به مالکیت آنها موضوع چند پرونده جنجالی در تبریز بودند.

## مناصب دیگر
1. اخذ درجه سرهنگی
2. مدیرکل اداره غله و نان کشور
3. اخذ درجه سرتیپی (سرپاس) و ریاست اداره کل شهربانی (۱۳۲۶–۱۳۲۵)،
4. ریاست شهربانی کل کشور برای مرتبه دوم(۱۳۲۸–۱۳۲۷)
5. شهردار تهران (۱۳۳۱)
6. شهردار تهران برای مرتبه دوم(۱۳۳۲)
7. نمایندگی لاهیجان در ادوار ۱۸ و۱۹ و۲۰ (۱۳۳۳–۱۳۴۰)
8. استاندار مازندران (۱۳۴۰)
9. استاندار آذربایجان شرقی (۱۳۴۳)
10. شهردار تهران[۶] برای مرتبه سوم(۱۳۴۶)
11. سناتور انتخابی گیلان در دوره ۶ و ۷ مجلس سنا (۱۳۵۷–۱۳۴۷).
12. رئیس دانشگاه تبریز
13. ریاست شعبه دوم رکن یکم ستاد ارتش
14. ریاست محاسبات مخصوص شاهنشاهی
15. فرمانداری نظامی گرگان
16. فرمانداری شهسوار
17. مدیرکل کارگزینی و انتظامات وزارت کشور
18. مدیرکل غله و نان در وزارت دارایی
19. رئیس قسمت انحصارهای کشاورزی در موقع جنگ
20. رئیس هیئت مدیره شیلات ایران
21. مدیرکل منع احتکار در زمان جنگ بین‌الملل دوم[۷]

## افتخارات
- نشان درجه ۲ همایون
- نشان درجه ۲ تاج
- مدال تاجگذاری
- نشان لیاقت
- نشان درجه یک پاس
- نشان آذربادگان
- نشان کوکب الدری از اردن
- نشان رافدین از عراق
- سه قطعه نشان ورزشی درجه ۱.[۸]